# Megáli Panagía
Megáli Panagía (Megali Panagia) är en ort i Grekland.   Den ligger i prefekturen Chalkidike och regionen Mellersta Makedonien, i den nordöstra delen av landet, 270 km norr om huvudstaden Aten. Megáli Panagía ligger 430 meter över havet och antalet invånare är 2 592.
Terrängen runt Megáli Panagía är kuperad.  Närmaste större samhälle är Ierissos, 17,3 km öster om Megáli Panagía. == Kommentarer ==
1. ↑  Framräknat ur variansen i alla höjduppgifter (DEM 3") från Viewfinder Panoramas, inom 10 km radie.[2] Mer om algoritmen finns här: Användare:Lsjbot/Algoritmer.